# NGC 3414
NGC 3414 este o interacțiune de galaxii situată în constelația Leul Mic. A fost descoperită în 11 aprilie 1785 de către William Herschel. Se află la o distanță de 25,7 de megaparseci de Pământ.